# Vratislav Greško
Vratislav Greško (născut la 24 iulie 1977) este un fost fotbalist slovac, care a jucat pe postul defundaș stânga. A fost un fundaș cu valențe ofensive, fiind cunoscut pentru centrările sale.

## Cariera

### Primii ani
Greșko și-a început cariera la Dukla Banská Bystrica în 1995, după care a semnat cu Inter Bratislava în 1997, unde a jucat până în 1999.

### Bayer Leverkusen
S-a transferat la Bayer Leverkusen în 1999.

### Internazionale și Parma
În octombrie 2000, el a semnat un contract pe patru ani cu Internazionale Milano, care a plătit în schimbul său 4,857 milioane euro (exact 9,5 milioane de mărci germane),. Greško a fost primul slovac care a jucat vreodată pentru Inter. El a debutat la 1 noiembrie 2000 într-o victorie scor 2-0 împotriva lui AS Roma. La 5 mai 2002, în ultima etapă a sezonului 2001-2002, Greško a dat din greșeală mingea la adversar, Karel Poborský fiind pe fază și într-o înfrângere de 2-4 împotriva lui Lazio. După meci, a fost foarte criticat pentru eroarea care dus la pierderea scudetto-ului. Nu a fost constant la Inter, pentru care a jucat timp de numai optsprezece luni între noiembrie 2000 și iunie 2002, adunând în total 41 de meciuri de campionat.
Internazionale l-a dat la schimb la Parma în iunie 2002, aducându-l pe Matías Almeyda, ambii jucători fiind cotați la 16 milioane de euro. Afacerea a fost criticată ca un succes financiar o afacere bună pentru performanța echipei. La Parma a fost integralist în doar două meciuri în sezonul 2002-2003.

### Blackburn Rovers
Între timp, antrenorul echipei Blackburn Rovers, Graeme Souness, căuta o soluție prin care să acopere flancul stâng al defensivei Greșko, care inițial a jucat sub formă de împrumut la Blackburn timp de patru luni (ianuarie-mai 2003), a primit un contract definitv în luna august. A marcat de două ori în primul său sezon permanent la Blackburn, cu goluri împotriva lui Tottenham Hotspur și Bolton Wanderers.
În timpul sezonului 2004-2005, a suferit o leziune a ligamentului încrucișat anterior în decembrie, accidentare care l-a făcut indisponibil pentru restul sezonului. A mai jucat un singur meci în timpul sezonului 2005-2006 și nu și-a mai prelungit contractul care expira în iulie.

### Bayer Leverkusen
În iulie 2007, Greško s-a întors la Bayer Leverkusen după șapte ani ca jucător liber de contract, semnând o înțelegere pe doi ani. În iunie 2009, Bayer Leverkusen a anunțat că Greško va părăsi clubul.

### ŽP ŠPORT Podbrezová
În iulie 2011 a semnat un contract pe un an cu clubul slovac ŽP ŠPORT Podbrezová (club care a promovat în a doua ligă 2011-2012). La 14 iunie 2015, a anunțat că și-a încheiat cariera de fotbalist profesionist.

## La națională
Greško a jucat în 34 de meciuri pentru echipa națională a Slovaciei, marcând două goluri. A marcat primul său gol la lotul A la 14 mai 2002, în meciul împotriva Uzbekistanului.